# 락갸어
락갸어(Lakkia / Lakkja, 拉珈语)는 중국 광시 좡족 자치구 동중부 라이빈시 진슈 야오족 자치현에서 야오족으로 분류되는 사람들이 사용하는 크라다이어족 계통의 언어이다. 크라다이어족 내에서의 명확한 위치는 불명이다. 모든 방언은 5개의 성조를 가진다.
화자들은 차산 야오족(茶山瑶)이라는 이름으로 알려져 있다. 과거에 동쪽으로부터 이주해 온 집단으로 여겨지며 아마 광둥성 북서부의 뱌오어(标话) 사용 지역에서 왔을 것으로 추정된다. 현재는 진슈현의 다야오산(大瑶山) 지역에 주로 거주한다.